# Reconversão
Reconversão ist ein Dokumentarfilm des US-amerikanischen Regisseurs Thom Andersen aus dem Jahr 2012.

## Handlung
Der Film Reconversão (dt.: Umwandlung) ist untertitelt mit dem Satz: um filme de Thom Andersen sobre a arquitetura de Eduardo Souto de Moura (dt.: „ein Film von Thom Andersen über die Architektur von Eduardo Souto de Moura“). Hauptaugenmerk liegt auf den meist granitenen Werken Mouras in Nordportugal.
Anhand von 17 Projekten porträtiert der Film das Wirken des Architekten Eduardo Souto de Moura. Heutige Aufnahmen und einiges Archivmaterial werden von Zitaten Mouras begleitet, der zum Ende in einem Gespräch auch selbst zu Wort kommt. Es entsteht ein Querschnitt der Arbeit Mouras, seiner Ansichten und Methoden.

## Produktion
Der Film entstand als Auftragsarbeit zum 20. Jubiläum des Kurzfilmfestivals Curtas Vila do Conde. Technisch verbindet Andersen hier das Proto-Kino der Anfänge mit dem Hyper-Realismus von Dsiga Wertow. So filmte Andersen nur zwei Bilder pro Sekunde und wandte eine an Muybridge angelehnte Animation an, die eine höhere Auflösung und eine erhöhte Aufmerksamkeit für die natürlichen Elemente der Bilder ermöglicht, etwa für fließendes Wasser oder Bäume und Sträucher.
2014 wurde der Film auf DVD veröffentlicht, als erster Teil einer Serie von DVD-Veröffentlichungen, die das Festival Curtas Vila do Conde in Zusammenarbeit mit der Fnac-Handelskette herausgibt.